# 博洛特納亞廣場

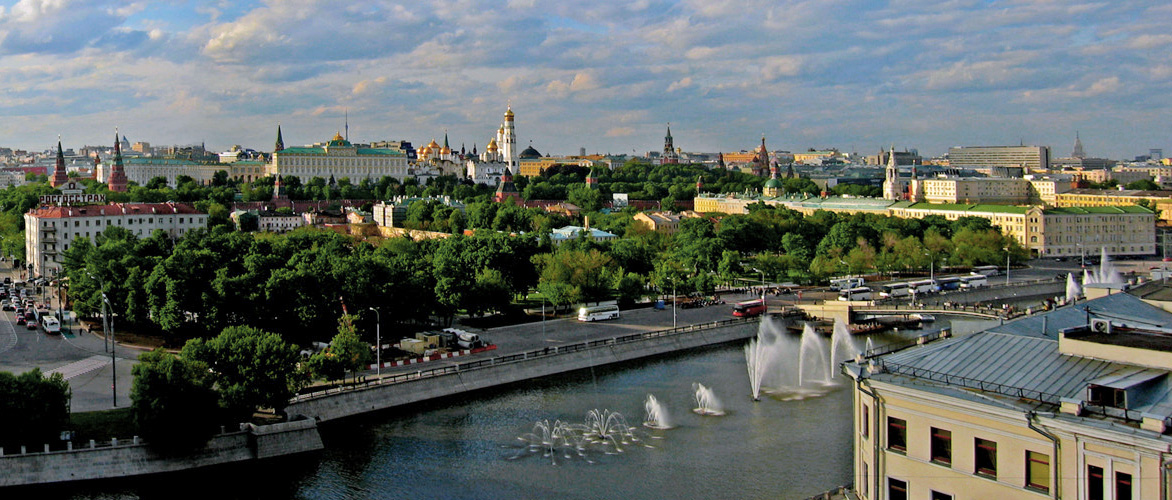
博洛特納亞廣場，背景為克里姆林宮。

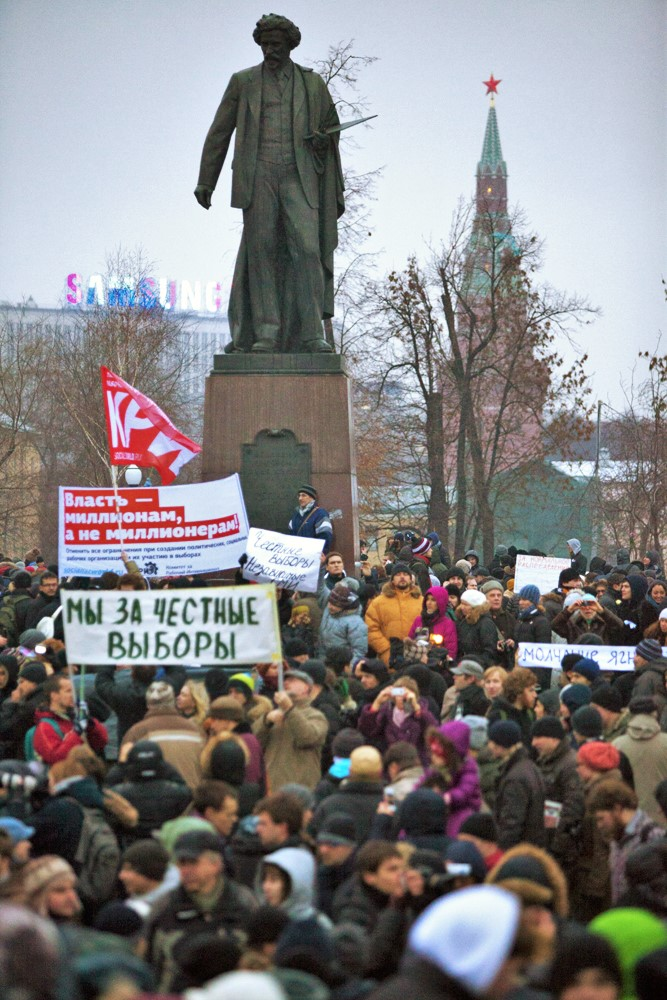
2011年12月10日在此广场举行抗议集会的群众

博洛特納亞廣場（俄语：Болотная площадь）是俄羅斯首都莫斯科的一個廣場，位於莫斯科河南岸、克里姆林宮對面。屬莫斯科河畔區。
是「沼澤」的意思，14世紀時己有記載。這裡由於地勢低窪，發展比較慢。1775年最後一次在這裡處決犯人，而被處決者是農民起義領袖普加喬夫。此後在廣場南岸修建運河，排走積水。19世紀周圍才興建住宅和倉庫。1962至1994年間稱為列賓廣場，以紀念俄羅斯現實主義畫家伊利亞·列賓。